# Stéphane Courtois
Stéphane Courtois (ur. 25 listopada 1947 w Dreux) – francuski historyk, dyrektor badań naukowych Centre national de la recherche scientifique i uniwersytetu Paris X Nanterre, profesor Katolickiego Instytutu Studiów Wyższych w La Roche-sur-Yon. Specjalizuje się w historii światowego ruchu komunistycznego.

## Życiorys

### Młodość ikomunizm
W latach 1969–1971 Courtois był aktywistą organizacji maoistowskiej o nazwie Niech żyje komunizm (fr. Vive le communisme), która następnie zmieniła nazwę na Niech żyje rewolucja, której liderem był Roland Castro. Sam Courtois określił swoje ówczesne poglądy jako „anarchomaoizm”.
Ukończył studia prawnicze, a następnie w 1980 historyczne, pisząc pracę końcową Le PCF dans la guerre (PCF w czasie wojny) pod kierunkiem znanej badaczki dziejów komunizmu francuskiego Annie Kriegel. W dwa lata później założył z nią periodyk historyczny zatytułowany Komunizm. Po śmierci Kriegel Courtois sam stał się faktycznym szefem pisma. Rozpoczął również pracę w CNRS. W tym czasie redagowany przezeń periodyk zyskał sławę gazety pracującej w obszarze dotąd nieporuszanym przez historyków na szerszą skalę i dokonującym wielu nowych odkryć . Po upadku ZSRR i otwarciu części archiwów radzieckich, Courtois uznał, że nastąpił prawdziwy początek pisania historii komunizmu; duża część redakcji periodyku opuściła go jednak, uznając, iż już w tym okresie Courtois wybiórczo traktował archiwa i szukał w nich przede wszystkim dowodów słuszności własnych antykomunistycznych tez
.

### Czarna księga komunizmu
Już jako uznany historyk komunizmu we Francji i na świecie, Courtois wziął udział w pracach nad Czarną księgą komunizmu, do której napisał wstęp oraz rozdział poświęcony ZSRR. Innymi autorami dzieła byli Nicolas Werth, Jean-Louis Panné, Jean-Louis Margolin, Karel Bartosek i Andrzej Paczkowski. Praca, skupiająca się na demaskowaniu zbrodni popełnionych przez partie i organizacje powołujące się na ideologię komunistyczną, wywołała poważne kontrowersje, których duża część skupiała się na fragmentach napisanych przez Courtoisa. Nicolas Werth zarzucił mu zawyżenie (z 15 mln na 20) liczby ofiar komunizmu radzieckiego, Margolin – podobne zawyżenie w stosunku do Wietnamu. Inne stawiane Courtoisowi zarzuty dotyczyły niezwykle szerokiej definicji państwa komunistycznego, jaką przyjął, i potraktowania na równi tak różnych reżimów jak kraje Bloku Wschodniego, Kambodża Pol Pota, Chiny, Nikaragua rządzona przez FSLN czy Angola rządzona przez MPLA. Współautorzy książki wyrażali również zdumienie zastosowanym przez Courtoisa we wstępie porównaniem komunizmu do nazizmu, które ich zdaniem było zbyt dalekie i nazbyt upraszczało problem Nicolas Werth stwierdził nawet, iż „im dłużej porównuje się nazizm i komunizm, tym więcej różnic rzuca się w oczy”.

### Dalsze prace
Po publikacji Czarnej księgi Courtois zawiesił badania nad przeszłością PCF, by zająć się działaniem ruchu komunistycznego w Europie Wschodniej oraz działalnością Kominternu. Jest zwolennikiem tezy o logicznym następstwie leninizmu i stalinizmu oraz o pierwotnej zbrodniczości całej ideologii komunistycznej . Pracował w zespołach redagujących Słownik komunizmu (2007) oraz Czarną księgę rewolucji francuskiej (2008). Wszystkie powyższe prace otrzymywały zarówno pozytywne recenzje, jako dzieła podejmujące nową tematykę (lub rozwijające dotychczasowe badania), jak i negatywne sądy, zarzucające im uproszczone oceny i fanatyczną wrogość do lewicy uniemożliwiającą obiektywną ocenę omawianych problemów. Podobne zarzuty dotyczą całości prac Courtoisa. .

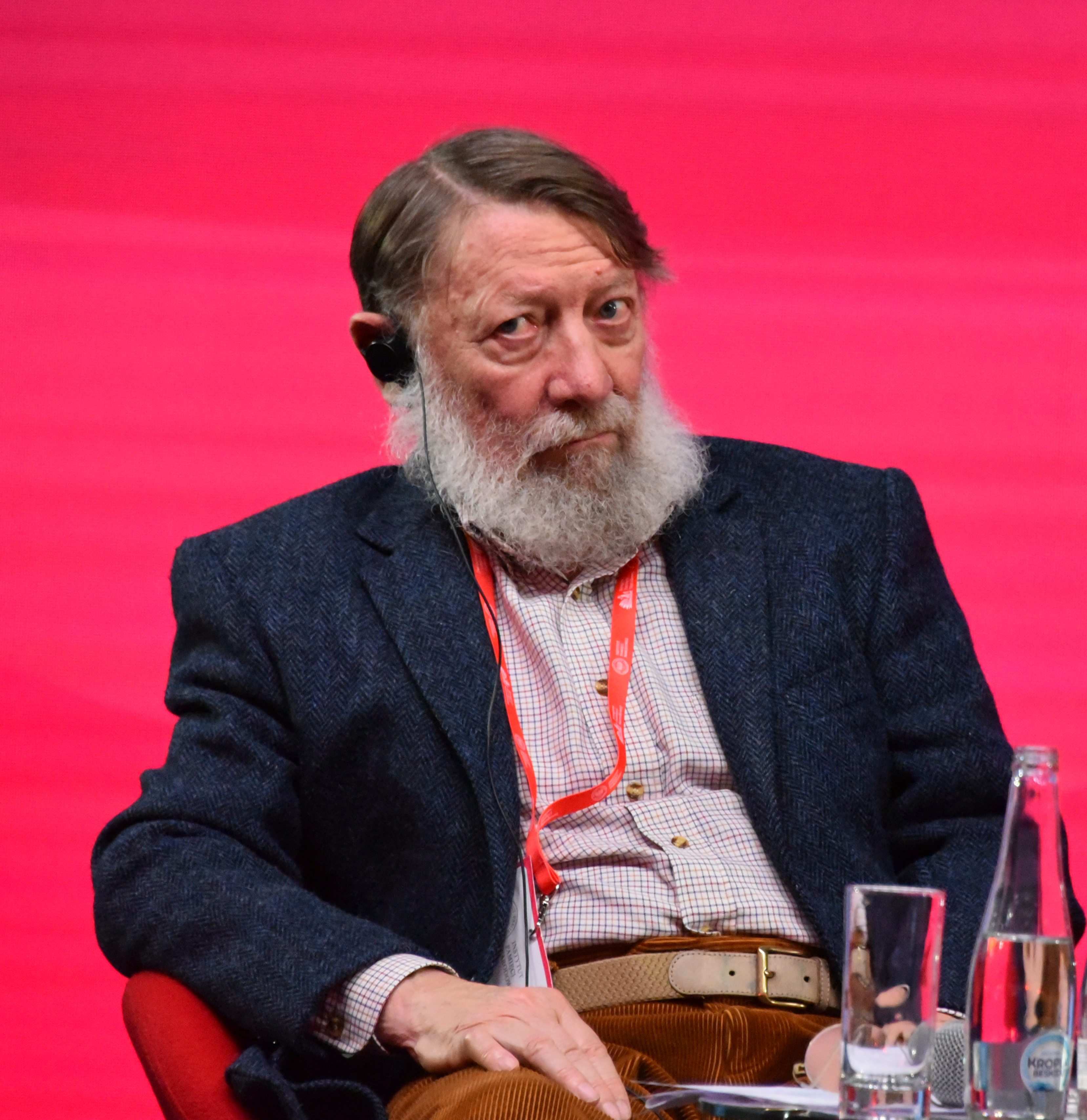
Stéphane Courtois na Kongresie Pamięci Narodowej (2023)

## Publikacje samodzielne
- Le PCF dans la guerre, De Gaulle, la Résistance, Staline..., Ramsay, 1980
- Mémoires d'André Bergeron, Éditions du Rocher, 2002 ISBN 978-2-268-04360-9
- Communisme en France - De la révolution documentaire au renouveau historiographique, Éditions Cujas, Paris, 2006 ISBN 978-2-254-07604-8
- Memento Goulag - Mémoire et jugement du communisme, Éditions Cujas, Paris, 2007 ISBN 978-2-254-07605-5

## Współautorstwo
- Le Communisme, MA éditions, Paris, 1987, ISBN 978-2-86676-244-5
- Qui savait quoi ? L'extermination des juifs, 1941-1945, La Découverte, Paris, 1987 ISBN 978-2-7071-1705-2
- Le sang de l'étranger - les immigrés de la MOI dans la Résistance, Fayard, 1989.
- Rigueur et passion. Hommage à Annie Kriegel, Éditions Cerf, Paris, 1992. ISBN 978-2-204-04947-4
- Histoire du Parti communiste français, PUF, Paris, 1995, 480 p.
- Le Livre noir du communisme. Crimes, terreur, répression, Robert Laffont, Paris, 1997
- Eugen Fried, le grand secret du PCF, Seuil, Paris, 1997 ISBN 978-2-02-022050-7
- Guerre civile européenne 1917-1945, Éditions de Syrtes, 2000 ISBN 978-2-84545-013-4
- Quand tombe la nuit. Origines et émergence des régimes totalitaires en Europe, 1900-1934, L'Âge d'Homme, 2001, ISBN 978-2-8251-1610-4
- Regards sur la crise du syndicalisme, L'Harmattan, 2001 ISBN 978-2-7475-1462-0
- Du Passé faisons table rase ! Histoire et mémoire du communisme en Europe, Robert Laffont, 2002 ISBN 978-2-221-09500-3
- Une si longue nuit. L'apogée des régimes totalitaires en Europe, 1935-1953, Éditions du Rocher, 2003, 532 p. ISBN 978-2-268-04582-5
- Les Logiques totalitaires en Europe, Éditions du Rocher, 2006, 615 p. ISBN 978-2-268-05978-5
- Le Jour se lève. L'héritage du totalitarisme en Europe, 1953-2005, Éditions du Rocher, 2006, 494 p. ISBN 978-2-268-05701-9
- Le Dossier Kadaré, Odile Jacob, 2006 ISBN 978-2-7381-1740-3
- Dictionnaire du communisme, Éditions Larousse, Paris, 2007 ISBN 978-2-03-583782-0